# Застава Арубе
Застава Арубе је усвојена 18. марта 1976. године. Дизајн се састоји од од поља светлоплаве боје (која се назива Ларкспур или У. Н. плава), две уске паралелно-хорозонталне жуте траке у доњем делу заставе и црвене четворокраке звезде са белим ободом у горњем левом делу.
Дизајн има вишеструко значење:
- Плаво поље представља небо, море, мир, наду, будућност Арубе и њихову повезаност са својом прошлошћу.
- Две уске траке „наговештавају status aparte" (специјални статус у оквиру Краљевине Низоземске).  Једна трака представља кретање туриста ка сунчаној Аруби, док друга симболизује индустрију (злато и нафта). Такође, поред сунца, злата и богатства, жута трака представља и вангло цвеће.
- Звезда има нарочито комплексно значење.
  - Јако је неуобичајена четворокрака звезда на државним обележјима. У овом случају представља 4 стране света, што указује на доста комплексно порекло народа Арубе. А с обзиром да се на Аруби користе 4 главна језика: папиаменто, шпански, енглески и холандски, може се и ту пронаћи симболика.
  - Звезда представља и само острво: земља је доста често црвена и ограђена белим плажама и плавим морем.
  - Црвено такође има значење крви коју су Арубанци пролили током рата, као и Индијанаца домородаца и патриотске љубави.
  - Бело значи чистоту и искреност.

На Аруби је 18. март државни празник, познат као Дан Заставе.